# Cherkasy

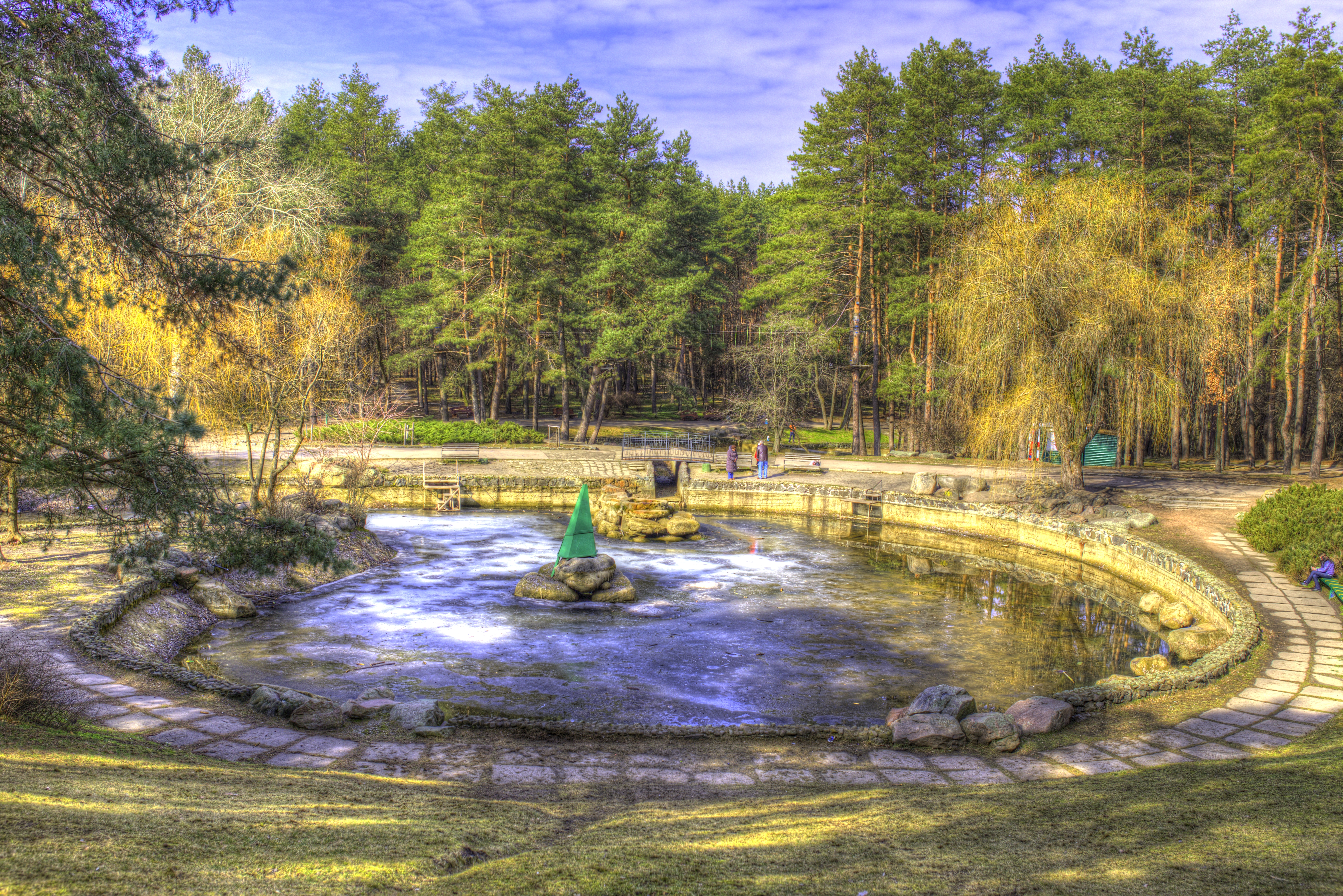
Một công viên ở Cherkasy

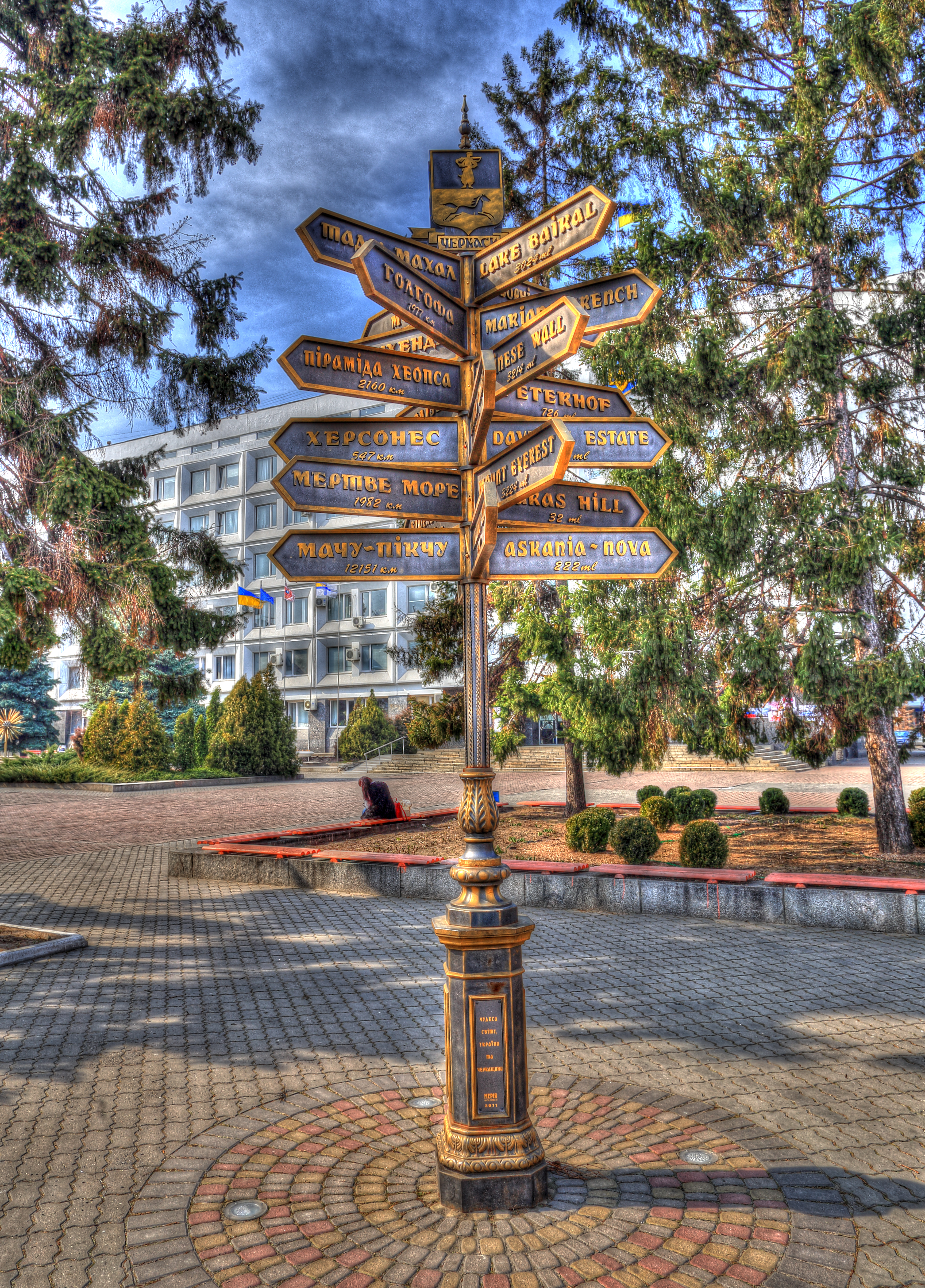
Biển dẫn đường ở Cherkassy

Cherkasy hay Cherkassy (tiếng Ukraina: Черкаси); (tiếng Nga: Черкассы) là một thành phố tỉnh lỵ tỉnh Cherkasy của Ukraina. Thành phố Cherkasy có diện tích 69 km2, dân số theo điều tra vào năm 2021 là 272,651 người. Đây là thành phố lớn thứ 19 tại Ukraina.